# Hypomolis fassli
Hypomolis fassli là một loài bướm đêm thuộc phân họ Arctiinae, họ Erebidae.